# O salutaris hostia
"O Salutaris Hostia" (en Latín, "Oh Hostia Saludable"), es una sección de uno de los himnos Eucarísticos escritos por Santo Tomás de Aquino para la Fiesta de Corpus Christi. Los escribió para la hora de Laudes del Oficio Divino. De hecho, son las últimas dos estrofas del himno Verbum supernum prodiens, y es utilizado para la Adoración del Santísimo Sacramento. Los otros dos himnos escritos por Santo Tomás para esta fiesta contiene las famosas secciones Panis angelicus y Tantum ergo.
| Texto latino | Traducción |
| --- | --- |
| O salutaris Hostia, Quae caeli pandis ostium: Bella premunt hostilia, Da robur, fer auxilium. Uni trinoque Domino Sit sempiterna gloria, Qui vitam sine termino Nobis donet En patria. Amén. | Oh Saludable Hostia, que abres las puertas del cielo; en los ataques del enemigo, danos fuerzas, concédenos auxilio. Al Señor, Uno y trino se dé gloria eterna, y nos otorgue la vida eterna, en la Patria Celestial. Amén. |

### Uso local
Como texto litúrgico, el himno es normalmente cantado en latín. Aun así, existen algunos casos en que puede escucharse en lengua vernácula.
En Notre Dame, París, Francia se añade una estrofa, en honor a su país.
| Texto latino                                                                              | Traducción literal                                                                                                  |
| ----------------------------------------------------------------------------------------- | --- |
| O vere digna Hostia, Spes unica fidelium: En te confidit Francia; Da pacem, serva lilium. | Oh, verdaderamente digna, Hostia, Única esperanza del que tiene Fe: en Ti confía Francia; Da Paz, conerva el lirio. |

Un verso editado de la obra es usado durante el Servicio del miércoles en la Novena a Nuestra Señora del Perpetuo Socorro en el Santuario Baclaran, Parañaque, Filipinas. Rev. Teofilo Vinteres, C.ss.R Y Alfredo Buenavista se encargaron del arreglo de la música, y ambos también produjeron una traducción al Filipino, Handóg na Tagapágligtás ("Sacrificial Salvador"):

## Encuadres musicales
Marc-Antoine Charpentier, seis encuadres, "O salutaris Hostia" H.236 (1670), H.262 (1690), H.261 (1690), H.36 (1690), H.248 (1679-80), y H.249 (1681). Gioachino Rossini insertó el himno como movimiento de su Petite messe solennelle (Pequeña Misa Solemne). Ambas estrofas se encuentran en el Encuadre de Arthur Honegger, Encuadre 1939 para mezzo-soprano y piano, mientras que sólo la primera está incluida en el Encuadre para Coro mixto a cappella de Vytautas Miškinis'  , O salutaris hostia, en 1991.
La primera estrofa es también insertada como parte del Sanctus de la Misa en Do menor de Robert Schumann , Op. posth. 147 (1852–3).